# Сава Серски
Сава Серски (на сръбски: Сава Серски; на гръцки: Σάββας Σερρών) е сръбски православен духовник, серски митрополит във втората половина на XIV век.

## Биография
След Яков Серски на митрополитския престол в Сяр сяда още един сърбин – Сава. Споменат е през август 1365 година в негов акт, с който в присъствието на църковните йереи, присъжда църквата „Свети Георги“ в Джинджос да бъде отнета на Констамонит и да се върне под властта на Есфигмен, чиито монаси представят валидни документи за владение.
При управлението на деспот Иван Углеша работата на съда през октомври 1365 година ръководи самия деспот, а след като решава да се оттегли, нарежда на митрополита да произнесе присъда и му отрежда съдебен състав. Последното споменаване на митрополит Сава е от октомври 1366 година.
В 1368 година деспот Углеша подчинява владенията си в духовно отношение на Цариградската патриаршия. Видимо Сава е бил принуден да напусне Сяр. В 1382 година е споменат като събрат в Хилендар, а в 1386 година – като игумен на манастира.